# Rehoboth Beach
Rehoboth Beach é uma cidade localizada no estado americano de Delaware, no condado de Sussex. Foi fundada em 1873 e incorporada em 1891.

## Geografia
De acordo com o United States Census Bureau, a cidade tem uma área de 4,2 km², onde 3,1 km² estão cobertos por terra e 1,2 km² por água.

### Localidades na vizinhança
O diagrama seguinte representa as localidades num raio de 24 km ao redor de Rehoboth Beach.

## Demografia
Segundo o censo nacional de 2010, a sua população é de 1 327 habitantes e sua densidade populacional é de 434,2 hab/km². Possui 3 219 residências, que resulta em uma densidade de 1.053,3 residências/km².